# Linia kolejowa nr 454
Linia kolejowa nr 454 – jednotorowa, zelektryfikowana linia kolejowa, łącząca stację Bór ze stacją Chotyłów. Linia nie figuruje w ewidencji PKP PLK ani Cargotor.